# Famille Courte
La famille Courte est une famille d'ancienne bourgeoisie originaire de Laval (Mayenne).

## Origine
La famille Courte, très ancienne à Laval, y est connue dès le milieu du XIVe siècle.
Guillaume Courte avait dû naitre à la fin de ce siècle, car ayant été 33 ans trésorier du comte de Laval, on le trouve, recevant une quittance de 30 livres le 2 novembre 1446, on l'acquit du comte de Laval, et rendant définitivement son mandat en 1477, étant très âgé.  

## Principaux membres
- Jean Courte, voyageur-commerçant. Il est le fils de Guillaume Courte, trésorier du comte de Laval, et de Jeanne Enjubault. Son jeune age s'est transporté (dit Guillaume Le Doyen), Sur la mer. Avoit apporté Or, argent, marchandie, richesses Dont il fit moult grandes largesses. Il s'était adonné au commerce maritime et avait dans sa jeunesse fait de longs voyages sur mer, d'où il avait rapporté de grandes richesses. Guy XIV de Laval l'avait envoyé en Hollande pour y étudier l'industrie de la culture des lins et du tissage de la toile. Il avait amené avec lui des ouvriers tisserands et introduisit ainsi de grandes améliorations dans la fabrique de Laval. Il était revenu se marier dans son pays. Il désira se consacrer à Dieu entièrement à son service pour le reste de ses jours. Riche bourgeois de Laval. Il entre en religion à la fin de sa vie et entre au Couvent des Jacobins de Laval.
- honorable home Guyon Courte, marchand, mari d'Antoinette Rayer, 1546.

La famille s'implante à Sainte-Suzanne, où habite Jean Courte, époux de Marie Blanchouin, 1600, 1632. 
- René Courte, sieur de la Vivancière, avocat du roi à Sainte-Suzanne, 1675, a pour héritier René Courte de la Blanchardière, ancien maire d'Ernée, mari de Madeleine Chevalier, fils de René Courte, bailli de Pontmain[1].
- René Courte, fils du maire d'Ernée, avocat au parlement, épousa le 4 juillet 1694, à Vitré, Renée Bonnieu, dame de la Bougatrière, et mourut le 17 septembre 1746, âgé de 74 ans.
- René Courte, fils aîné, conseiller en la Cour des Monnaies, eut treize enfants d'Henriette-Renée-Moreau de la Primeraie, épousée le 5 juin 1727, à Vitré, parmi lesquels : Fulgence, écuyer, lieutenant au régiment de Condé, † 1770, et Ambroise, officier au régiment d'Aquitaine, il épousa à Laval en 1773 Marguerite-Renée-Françoise Duchemin, héritière des terres de Saint-Céneré et de Gresse. Capitaine au régiment d'Anjou, chevalier de Saint-Louis, il demeurait à Saint-Céneré en 1828.

On trouve encore à Laval des avocats, comme :
- Pierre Courte, 1727 ;
- Urbain-François Courte de la Nouërie, mari de Françoise Devernay, 1745, † 1775 ;
- François Courte de Sumeraine, 1721, † 1771.
- Charles Courte du Cormier habite l'île de la Réunion, 1805.

## Filiation
- René Courte, marié à Renée Sourdille.
  - Jean Courte, marie à Marie Aveneau.
    - René-Sébastien Courte de Vilclair avait épousé Marie-Madeleine Martin, née à Saint-Martin-de-Villenglose, et morte veuve à Laval, le 8 février 1791, âgée de 78 ans.
      - René Courte, curé du Bignon.
      - Pierre Courte de la Goupillère, marié à Marie Duchemin des Jouannières.
        - Pierre Courte de La Goupillère (1784-1861), maire de l'Huisserie, marié à Adèle Frin de Corméré.
          - Pierre Alfred Courte, époux d'Eugénie du Boisberranger.
            - Pierre Marie Gustave Courte (1845-1862)
            - Gabrielle Marie Eugénie Courte, épouse de Guy Marie du Pontavice.
            - Alfred Marie Paul Courte, époux de Camille Marie Charlotte Delphine de Trémault.
            - Marie Alexandrine Jeanne Courte.

          - Paul Marie Courte (1817- ) époux de Mathilde Sophie Juliette Pauline Delalande.
          - Marie Josèphe Courte (1819-1895), épouse de Louis Jules de Lamandé (1814-1895).

      - François-Jean-Baptiste Courte (1737- ), échevin de Laval, 1754, 1756, syndic des avocats, et de Marie Martin. Il étudia à Angers et se fit recevoir docteur en théologie le 29 mai 1762, l'année de son ordination au sacerdoce. Curé de Saint-Jean-de-la-Chevrie, et connu comme l'un des prêtres les plus doctes de la ville, vice-gérant de l'officialité et membre de la chambre ecclésiastique, il refusa tout serment en 1791, protesta contre l'intrusion de Prudhomme de la Broussinière, fut nommé vicaire général par Mgr de Gonssans qui partait pour l'exil, et fut lui-même déporté en Espagne. La relation qu'il a laissée du voyage des prêtres, ses compagnons, du Mans à Nantes, contient beaucoup de détails. Passé plus tard en Angleterre, il refusa de rentrer en France après la pacification religieuse et adhéra tacitement au schisme des anticoncordataires. En 1777, il avait rédigé avec le concours de M. Paillé, vicaire général, et d'Yver de Touchemoreau, avocat, le premier volume — le seul qui ait été publié — d'un cours de théologie intitulé : Institutiones theologicæ ad usum clericorum dioecesis Cenomanensis, D. D. Ludovici-Andreæ de Grimaldi jussu et auctoritate in lucem editæ (in-12, le Mans, Monnoyer). Ce volume comprend les Contrats, et la Restitution, avec rapprochements et adaptation aux articles de la coutume du Maine.
      - Jean, curé de Conflans, demeurant à Saint-Calais ;
      - Louis-Daniel Courte de Viclair, tirait son surnom d'une terre noble située à Fercé. Il prit sa licence en droit en 1776, continua d'étudier à Paris, et vint se faire inscrire au siège ordinaire de Laval le 1er décembre 1783. Il succédait dans cette charge à Jacques-François Foucault de la Morinière, son beau-père. Élu par le corps des avocats au nouveau conseil municipal en février 1788, il devint en juillet 1790 administrateur du département de la Mayenne, et prêta serment le 21 septembre 1792 comme commissaire du roi près le tribunal du district de Laval. Il prit part au mouvement fédéraliste. Il fut révoqué par François-Joachim Esnue-Lavallée, comme commissaire au tribunal de Laval, 3 octobre 1793.
        - Louis Courte de Vilclair, avocat à Laval, 1809, puis président au tribunal, donne à son gendre, Philippe Morin-Blottais, la terre d'Entrammes, avec Briacé, la Pommeraie, la Volue et autres, 1845.

      - Nicolas Courte, résidant dans les Grandes-Indes depuis plus de vingt ans.
      - Trois filles, l'une mariée à René-Joseph Delaunay du Fresne.

## Armes
La famille Courte possède pour armes :	
- D’azur à une fasce d’or, accompagnée de trois besans de même (alias d’argent)
- alias : D’azur a trois besans d’or surmontés d’un lambel de même[2].

## Pour approfondir